# Langfast (Leinebergland)
Der Langfast ist ein 360,1 m hoher Berg des Leineberglandes im Landkreis Northeim in Südniedersachsen (Deutschland).

## Geographische Lage
Der in Ost-West-Richtung verlaufende schmale Bergkamm liegt nördlich des Göttinger Waldes zwischen Bühle (Northeim) im Westen, Suterode im Norden und Gillersheim im Osten und Sudershausen im Süden. Die nächstgelegene Großstadt Göttingen liegt 12 Kilometer in südwestlicher Richtung und die Kreisstadt Northeim ungefähr 6 Kilometer in nordwestlicher Richtung. 
Naturräumlich gehört der Langfast zum Naturraum des Nörtener Waldes innerhalb des Göttingen-Northeimer Waldes im Weser-Leine-Bergland.

## Natur
Der komplett bewaldete Langfast (Forst Katlenburg im Norden und Forst Gillersheim im Süden) ist ein schmaler etwa drei Kilometer langer Höhenzug. Westlich vorgelagert ist der Scherenberg (ca. 280 m) und östlich der Buchenberg (255 m), in unmittelbarer Umgebung befinden sich der Leisenberg (ca. 290 m) im Südosten, der eigentliche Nörthener Wald (bis 305 m) im Südwesten und der Wieter (356 m) im Nordwesten. Der Berg ist Teil des Naturschutzgebietes NSG Westerhöfer Bergland-Langfast.